# Phaeophilacris angustifrons
Phaeophilacris angustifrons is een rechtvleugelig insect uit de familie krekels (Gryllidae). De wetenschappelijke naam van deze soort is voor het eerst geldig gepubliceerd in 1942 door Chopard.